# Мориц Левин Фридрих фон дер Шуленбург
Мориц Левин Фридрих фон дер Шуленбург (на немски: Moritz Levin Friedrich Graf von der Schulenburg; * 2 януари или 6 януари 1774, Дрезден или Бургшайдунген; † 4 септември 1814, Майздорф) е граф от род фон дер Шуленбург (от Бялата линия) в Кирхшайдунген, камерхер в Курфюрство Саксония, от 1806 г. Кралство Саксония.

## Произход и наследство
Той е големият син на граф Левин Фридрих IV фон дер Шуленбург (1738 – 1801) и съпругата му графиня Мариана/Мария Анна Вилхелмина фон Бозе (1747 – 1815), дъщеря на граф Фридрих Карл фон Бозе (1726 – 1767) и графиня Юлиана Вилхелмина фон Путбуз (1728 – 1798). Чичо му Фридрих Вилхелм Август Карл фон Бозе (1753 – 1809) е саксонски кабинет-министър.
Баща му е издигнат през 1786 г. във Виена на имперски граф.
Мориц Левин Фридрих умира на 40 години на 4 септември 1814 г. в Майздорф. След смъртта му опекун на двете му живи деца става брат му камерхер Лудвиг Август граф фон дер Шуленбург (1777 – 1826).

## Фамилия
Първи брак: на 5 май 1799 г. в Майздорф с Анна Шарлота Фердинандина фон дер Асебург (* 30 септември 1778, Брауншвайг; † 20 октомври 1805, Турино), дъщеря на Ахац Фердинанд фон дер Асебург, цу Майздорф и Фалкенщайн (1721 – 1797) и графиня Анна Мария фон дер Шуленбург (1752 – 1820), дъщеря на граф Гебхард Вернер фон дер Шуленбург (1722 – 1788) и София Шарлота фон Велтхайм (1735 – 1793). Те имат четири деца:
- Анна фон дер Шуленбург (* 18 юни 1800, Брауншвайг; † 18 ноември 1826, Майздорф), омъжена на 22 октомври 1817 г. в дворец Майздорф за Лудвиг фон дер Асебург-Фалкенщайн (* 1 януари 1796, Гунслебен; † 24 октомври 1869, дворец Майздорф)
- Левин Фридрих V фон дер Шуленбург (* 4 септември 1801, Майздорф; † 16 юни 1842, Бургшайдунген), женен на 22 август 1826 г. в Дрезден за графиня Луиза Шарлота Емилия фон Валвитц (* 11 декември 1805, Дрезден; † 9 юли 1876, Дрезден)
- Мориц (* 3 декември 1802, Бургшайдунген; † 9 декември 1802)
- Фердинанд (* 3 декември 1802, Бургшайдунген; † 11 декември 1802)

Втори брак: на 14 януари 1807 г. с графиня Юлиана Шарлота фон Бозе (* 24 юли 1789, Гамиг; † 17 ноември 1848, Дюселдорф), дъщеря на граф Фридрих Вилхелм Август Карл фон Бозе (1753 – 1809) и Каролина Вилхелмина фон дер Шуленбург-Волфсбург (1760 – 1813). Бракът е бездетен. Като вдовица Юлиана Шарлота фон Бозе става главна дворцова майстерка на принцеса Фридерика Пруска.